# Philippe Bihouix
Philippe Bihouix, né le 17 novembre 1971 à Saint-Nazaire, est un spécialiste des ressources minérales et promoteur des low-tech. Il est l'auteur d’essais sur les questions environnementales et technologiques.

## Biographie
Diplômé de l'École centrale de Paris en 1996, il débute chez Bouygues Construction comme ingénieur travaux et poursuit, en France et à l’international, dans différents secteurs industriels (énergie, chimie, transports, télécoms, aéronautique…), comme ingénieur-conseil, chef de projet ou à des postes de direction. Il est membre du conseil d’administration du laboratoire d’idées Institut Momentum de 2011 à 2022. En décembre 2019, il rejoint l'agence d'architecture AREP, filiale de la SNCF dont il est désormais directeur général.

## Publications
Cette section ne s'appuie pas, ou pas assez, sur des sources secondaires ou tertiaires indépendantes du sujet. Le texte peut contenir des analyses inexactes ou inédites de sources primaires.
Pour l'améliorer, ajoutez-en, ou placez des modèles {{Source secondaire souhaitée}} ou {{Source secondaire nécessaire}} sur les passages mal sourcés. (octobre 2024)
En 2010, il publie en tant que co-auteur l’ouvrage Quel futur pour les métaux ?, qui traite de la raréfaction des ressources minérales et pointe les limites de l’économie dite « verte ».
En 2014, il publie L’âge des low tech. Vers une civilisation techniquement soutenable qui dénonce la croyance dans les nouvelles technologies qui permettraient de faire face aux enjeux climatiques et énergétiques et de « sauver » la planète. Il cherche à démontrer que les innovations high-tech, et surtout celles consacrées au développement durable, se heurtent au fait qu’elles sont particulièrement consommatrices de métaux, dont l’épuisement est à terme inéluctable et dont le recyclage s'avère de plus en plus complexe. Il propose de s'orienter vers le développement des « basses » technologies (les low-tech), des technologies sobres et résilientes, moins énergivores et moins consommatrices de ressources rares. Ce livre reçoit le prix de la Fondation de l'écologie politique en 2014,. 
En 2016, il fait paraitre l’essai Le désastre de l’école numérique. Plaidoyer pour une école sans écran qu’il co-écrit avec Karine Mauvilly. Dans cet essai, il dénonce « l'utopie techno-pédagogique », la numérisation à tout crin de la maternelle au lycée car elle favorise les risques psychosociaux sur une jeunesse déjà pour beaucoup en état d'addiction numérique. Il préconise au contraire de faire de l'école une zone refuge d'où les écrans seraient quasiment absents et d'éduquer les élèves au numérique plutôt que par le numérique. 
En 2019, dans Le Bonheur était pour demain. Les rêveries d'un ingénieur solitaire (2019), il remet en question les illusions d’une réponse technologique à la crise écologique, notamment à travers une approche historique du XVIIe   au   XXIe siècle. Selon lui, l’économie circulaire est largement illusoire et la transition environnementale doit nécessairement passer par la sobriété. La même année, il est interrogé par la direction « Digital et Innovation » de SNCF Réseau dans le cadre d'une prospective sur les défis sociaux, économiques et environnementaux du XXIe siècle[source insuffisante].   	 
En 2022, il co-écrit avec les architectes Sophie Jeantet et Clémence de Selva La Ville stationnaire. Comment mettre fin à l’étalement urbain ?. Face à la forte croissance des villes et de la superficie qui leur est dévolue, les auteurs suggèrent au contraire que celles-ci n’ont pas vocation à grandir et à s'étaler éternellement. Selon eux, plus tôt nous mettrons en pratique le « zéro artificialisation », plus grande sera notre résilience face aux risques et aux crises socio-écologiques à venir. Dès lors, pour eux, la ville devrait devenir stationnaire, c'est-à-dire continuer à vivre, à s’épanouir et à s’embellir en cessant de dévorer l’espace autour d’elle. Toutefois, ils expriment leurs doutes sur la possibilité d‘atteindre la « zéro artificialisation nette » sans enclencher une profonde mutation et sans favoriser une redistribution des populations sur le territoire.

## Ouvrages
- avec Benoît de Guillebon, Quel futur pour les métaux ? : Raréfaction des métaux : un nouveau défi pour la société, EDP Sciences, 2010, 299 p. (ISBN 978-2-7598-0549-5)
- L'Âge des low tech : Vers une civilisation techniquement soutenable, Paris, Seuil, coll. « Anthropocène », 2014, 336 p. (ISBN 978-2-02-116072-7)
- avec Karine Mauvilly, Le Désastre de l'école numérique : Plaidoyer pour une école sans écrans, Seuil, coll. « Documents », 2016, 240 p. (ISBN 978-2-02-131918-7)
- Le bonheur était pour demain : Les rêveries d'un ingénieur solitaire, Seuil, coll. « Anthropocène », 2019, 384 p. (ISBN 978-2-02-138861-9)
- avec Sophie Jeantet et Clémence de Selva, La Ville stationnaire. Comment mettre fin à l’étalement urbain ?, Actes Sud, coll. « Domaine du possible », 2022, 352 p.  (ISBN 978-2-330-16873-5)

### Bande dessinée
- avec Vincent Perriot, Ressources : Un défi pour l'humanité, Casterman, 2024  (ISBN 978-2-203-27598-0).

### Contributions à des ouvrages collectifs
- « Jusqu'où le monde peut-il s'éroder ? », dans Laurent Testot et Laurent Aillet (direction), Collapsus : Changer ou disparaître ? Le vrai bilan sur notre planète, Éditions Albin Michel, 2020, 352 p. (ISBN 978-2-22644-897-2).

### Interventions (vidéo, audio...)
- Philippe Bihouix (2023) L'avidité face à la réalité | Limit
- Philippe Bihouix (2021) À quels enfants allons-nous laisser le monde ? | Podcast Techologie
- Philippe Bihouix (2021) Le monde vers une pénurie de métaux ? Time for the Planet | 4 octobre
- Philippe Bihouix (2019) La croissance est-elle infinie ou insoutenable ? |10 décembre
- Philippe Bihouix (2018) Le mensonge de la croissance verte ? Thinkerview  | janvier
- Philippe Bihouix (2018) Miser sur les low-tech | Atterrissage | juin
- Philippe Bihouix (2014) Écologie, sortir de l'idée du recyclage à l'infini | Médiapart

### Notices et liens externes
- Ressource relative à plusieurs domaines :   - Radio France
- Ressource relative à l'audiovisuel :   - IMDb
- Notices d'autorité :   - VIAF
  - ISNI
  - BnF (données)
  - IdRef
  - LCCN
  - GND
  - WorldCat
- Le mythe de la technologie salvatrice, dans la Revue Esprit, mars-avril 2017
- Biographie, actualités et émissions, France Culture